# 匍伏筋骨草
匍伏筋骨草（学名：Ajuga decumbens）为唇形科筋骨草屬下的一个种。

## 扩展阅读
- 維基物種上的相關：匍伏筋骨草